# Patricia Cuccia
Patricia Cuccia (Toronto, ...) è una scenografa canadese, candidata all'Oscar alla miglior scenografia per The Brutalist (2024).

## Biografia
Ha lavorato come arredatrice di scena sia in Canada che ad Hollywood a partire dagli anni 1990, con film come Il dolce domani e I segreti di Brokeback Mountain. Da arredatrice di scena di Mean Girls (2004), è stata responsabile, insieme allo scenografo del film Cary White, della creazione di set come la cameretta di Regina George, definita parimenti da pubblicazioni di settore come Architectural Digest e riviste dedicate alla cultura pop come Vice una delle scenografie più iconiche di tutto il cinema americano del decennio. Nel 2025, è stata candidata all'Oscar alla migliore scenografia assieme alla scenografa Judy Becker per le scene di The Brutalist.

## Filmografia

### Cinema
- Il dolce domani (The Sweet Hereafter), regia di Atom Egoyan (1997)
- Shadow Zone: My Teacher Ate My Homework, regia di Stephen Williams (1998)
- Last Night, regia di Don McKellar (1998)
- Boy Meets Girl, regia di Jerry Ciccoritti (1998)
- Innocents (Dark Summer), regia di Gregory Marquette (2000)
- American School (Loser), regia di Amy Heckerling (2000)
- Ararat - Il monte dell'Arca (Ararat), regia di Atom Egoyan (2002)
- Blizzard - La renna di Babbo Natale (Blizzard), regia di LeVar Burton (2003)
- Oscure presenze a Cold Creek (Cold Creek Manor), regia di Mike Figgis (2003)
- Mean Girls, regia di Mark Waters (2004)
- I segreti di Brokeback Mountain (Brokeback Mountain), regia di Ang Lee (2005)
- Il ritorno della scatenata dozzina (Cheaper by the Dozen 2), regia di Adam Shankman (2005)
- Parla con me (Talk to Me), regia di Kasi Lemmons (2007)
- Un amore all'improvviso (The Time Traveler's Wife), regia di Robert Schwentke (2009)
- Il gioco dei soldi (Casino Jack), regia di George Hickenlooper (2010)
- Foxfire - Ragazze cattive (Foxfire), regia di Laurent Cantet (2012)
- La madre (Mama), regia di Andy Muschietti (2013)
- Life, regia di Anton Corbijn (2015)
- Pay the Ghost - Il male cammina tra noi (Pay the Ghost), regia di Uli Edel (2015)
- Il mio grosso grasso matrimonio greco 2 (My Big Fat Greek Wedding 2), regia di Kirk Jones (2016)
- Anon, regia di Andrew Niccol (2018)
- My Spy, regia di Peter Segal (2020)
- Sneakerentola (Sneakerella), regia di Elizabeth Allen Rosenbaum (2022)
- Amsterdam, regia di David O. Russell (2022)
- Priscilla, regia di Sofia Coppola (2023)
- La casa del padre (The Marsh's King Daughter), regia di Neil Burger (2023)
- Code 8 - Parte II (Code 8: Part II), regia di Jeff Chan (2024)
- The Brutalist, regia di Brady Corbet (2024)

### Televisione
- Siete pronti? (Ready or Not) – serie TV, 8 episodi (1993)
- Scelte del cuore (Choices of the Heart: The Margaret Sanger Story), regia di Paul Shapiro – film TV (1995)
- Bad As I Wanna Be: The Dennis Rodman Story, regia di Jean de Segonzac – film TV (1998)
- Mind Games, regia di Jean Egleson – film TV (1998)
- Il ritorno dei dinosauri (Anonymous Rex), regia di Julian Jarrold – film TV (2004)
- La vita di Sara (My Name Is Sarah), regia di Paul A. Kaufman – film TV (2007)
- I signori della fuga (Breakout Kings) – serie TV, episodio 1x01 (2011)
- Falling Skies – serie TV, 10 episodi (2011)
- Perception – serie TV, episodio 1x01 (2012)
- King & Maxwell – serie TV, episodio 1x01 (2013)
- Copper – serie TV, episodio 2x11 (2013)
- Frontiera (Frontier) – serie TV, episodio 2x01 (2017)
- Titans – serie TV, 11 episodi (2018)
- Prova a sfidarmi (Dare Me) – serie TV, 8 episodi (2020)
- Chucky – serie TV, 8 episodi (2022)

## Riconoscimenti
- Premio Oscar
  - 2025 – Candidatura alla miglior scenografia per The Brutalist
- Premio BAFTA
  - 2025 – Candidatura alla miglior scenografia per The Brutalist
- Critics' Choice Awards
  - 2025 – Candidatura alla miglior scenografia per The Brutalist
- Genie Award
  - 1997 – Candidatura alla miglior scenografia per Il dolce domani
  - 1999 – Candidatura alla miglior scenografia per Last Night
  - 2000 – Candidatura alla miglior scenografia per Boy Meets Girl